# Гітарний підсилювач

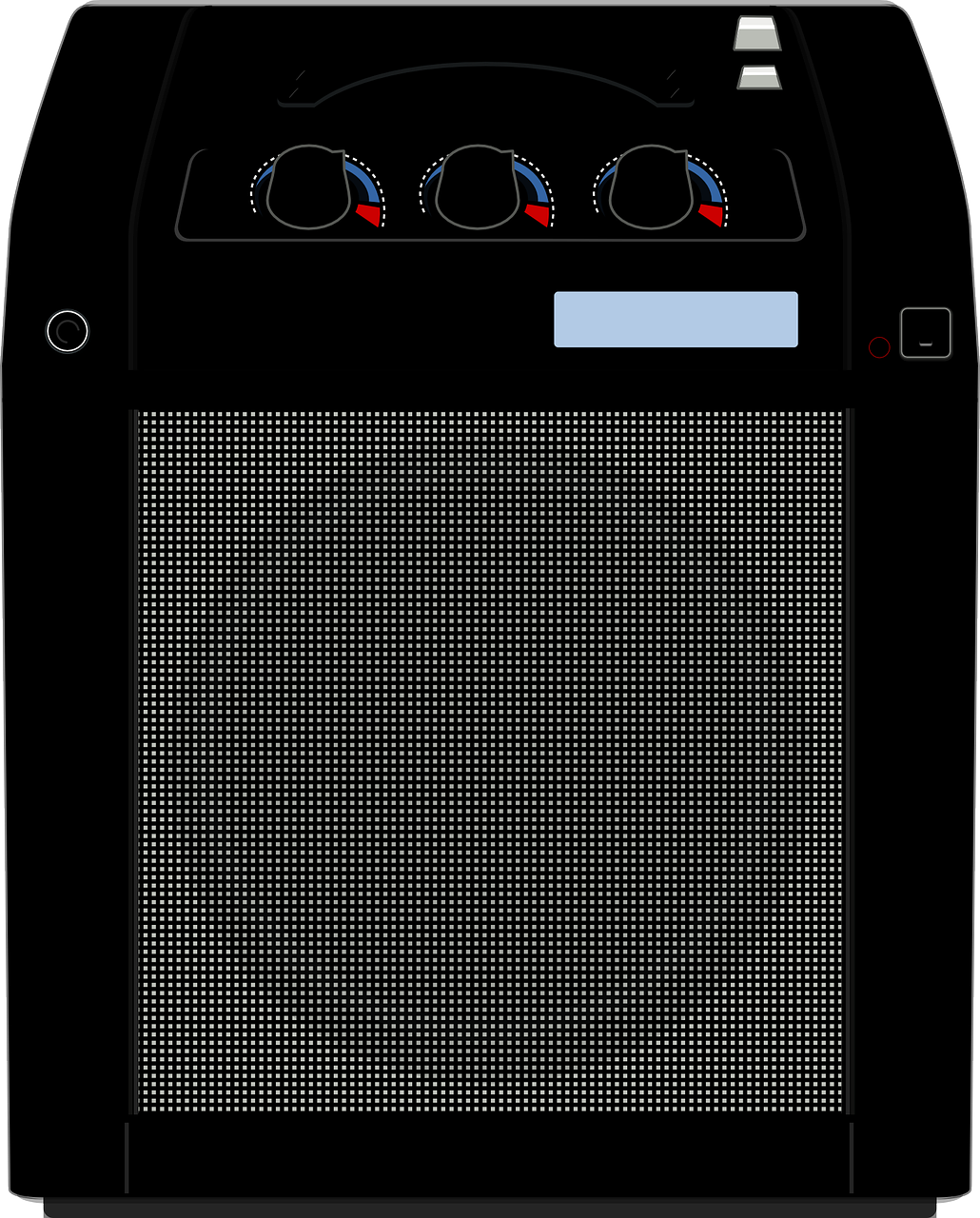
Векторна ілюстрація гітарного підсилювача

Гітарний підсилювач — це спеціальний електронний підсилювач та динамік, головний елемент звукоформування гітарного обладнання

## Історія
Перші гітарні підсилювачі почали виготовляти ще до появи перших електрогітар-«сковорідок» в 1931 році. Ці прилади були призначені для посилення акустичних і резонаторних гітар. Масового поширення гітарне обладнання набуло в 50-х роках ХХ століття з появою такого жанру популярної музики як рок-н-рол. Гітарні підсилювачі цього періоду були побудовані майже за тими самими принципами, що й у 1930-х роках.
Гітаристи-експериментатори, наприклад, Дік Дейл, які використовували ці підсилювачі та займалися пошуками нового звучання, перевантажуючи преамп, отримували мелодійні спотворення. Так з'явився дисторшн — спотворений гітарний звук, який нині використовується багатьма сучасними гітаристами. Ідея перевантаженого звуку та популярність рок-музики, якій був характерний цей виразний засіб, забезпечили збільшення попиту на гітарні підсилювачі.
На початку 1960-х з'являються перші серійні транзисторні підсилювачі та ефекти, але через популярність лампової техніки, вони не набувають поширення.
У зв'язку з високою технологічністю напівпровідникових схем і відсутністю у них ряду недоліків, властивих ламповій схемотехніці, інженерів захопила ідея створення транзисторного гітарного підсилювача, що володіє перевагами лампового. Проте ці спроби не привели до успіху.

## Види

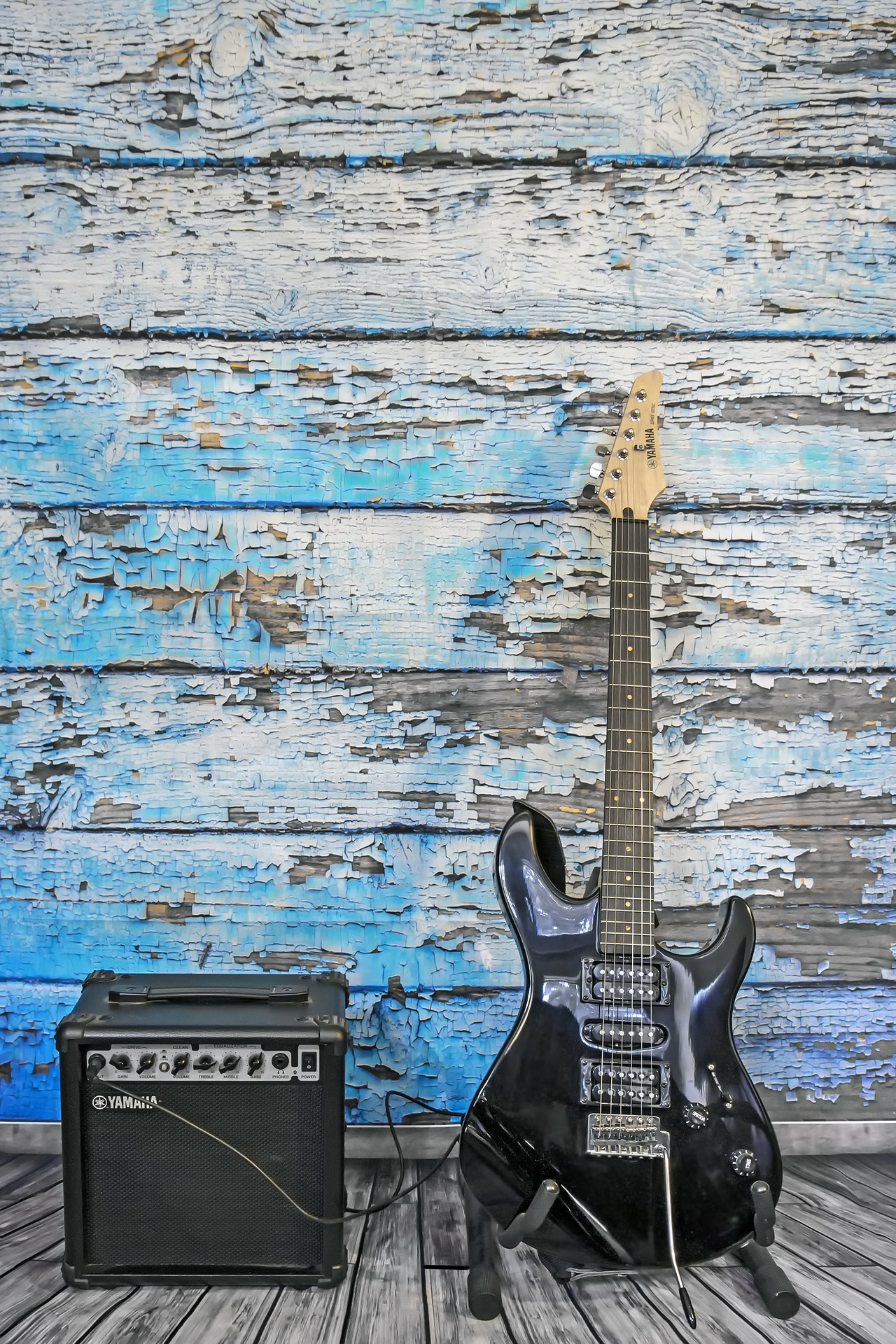
Електрогітара та комбопідсилювач

Гітарні підсилювачі розрізняють за типом інструментів, для яких вони призначені (електрогітара, бас-гітара, електроакустична гітара). За принципом роботи всі вони схожі, але відрізняються функціоналом і робочими частотами, тому підсилювач повинен відповідати тому чи іншому типу інструменту.
Існує дві розповсюджені форми гітарних підсилювачів:
- Гітарний стек (підсилювальний стек)[5] — це система, що складається з так званих «голови» та «кабінету». В цьому випадку підсилювач розташований в окремому корпусі («голова») і підключається до спеціального динаміка («кабінет»). Розрізняють такі поняття як «напівстек» (голова + кабінет) і «повний стек» (голова + пара кабінетів або комбопідсилювач).
- Комбопідсилювач (або «комбік») — пристрій, що складається з попереднього підсилювача («преамп»), тембр-блоку, блоку ефектів, блоку обробки звуку, підсилювача потужності, акустичної системи і панелі управління, що знаходяться в одному корпусі. За принципом роботи комбопідсилювачі поділяються на аналогові і цифрові. До аналогових відносять лампові гітарні підсилювачі, транзисторні, а також гібридні підсилювачі.

### Аналогові комбопідсилювачі

#### Ламповий комбопідсилювач
У лампових підсилювачах в якості ключового елемента схемотехніки застосовуються радіолампи. Вони виконують функцію підсилювальних елементів. Як правило, лампові підсилювачі забезпечують менший рівень спотворення звуку. Для відповідних пристроїв характерно більш тепле, м'яке відтворення мелодій — особливо при програванні середніх, а також високих частот. Забезпечує у багатьох випадках більш насичений звук у порівнянні, наприклад, з транзисторним підсилювачем. Це можливо завдяки унікальним властивостям власне ламп, які, приміром, пристосовані до функціонування без допоміжної корекції, яка потрібна для підтримки роботи, в свою чергу, напівпровідникових пристроїв.

#### Транзисторний комбопідсилювач
Транзисторні підсилювачі працюють, відповідно, на транзисторах. Ці пристрої не дають такого м'якого, насиченого звуку як лампові, проте їхня перевага для багатьох музикантів полягає саме у повній відсутності спотворень. Гітарист, який користується таким підсилювачем, може грати «чисті» партії на будь-якій гучності, а при необхідності імітувати перевантажений звук, використовуючи різні гітарні ефекти. Помітною перевагою транзисторних «комбіків» є невисока вартість на ринку та невибагливість у технічному обслуговуванні.

#### Гібридний комбопідсилювач
Тракт підсилювача потужності тут працює на напівпровідниках, як і в транзисторних підсилювачах, а у зовнішньому підсилювачі, або на виході, використовується лампа, яка надає характерної теплоти звуку, властивої ламповим моделям. Ціни на комбопідсилювачі для електрогітари гібридного типу лише трохи вище, ніж на звичайні транзисторні, але рівень звучання кращий.

### Цифровий комбопідсилювач
З появою мікропроцесорів і цифрової обробки сигналів наприкінці 1990-х років були розроблені «моделюючі підсилювачі», які можуть відтворювати звук багатьох відомих лампових підсилювачів без використання ламп в схемі. Цифрові підсилювачі зі спеціальними процесорами і програмним забезпеченням можуть створювати ламповий звук класичних підсилювачів. Головний недолік цифрової обробки сигналу полягає в тому, що втрачаються деякі відтінки, нюанси звуковидобування і звучання різних гітар.